# Погорельский, Юрий Михайлович
Юрий Михайлович Погорельский (1933—2008) — советский и российский драматург, журналист, писатель, поэт-песенник.

## Биография
Родился 18 августа 1933 года в Ленинграде в семье Михаила Лазаревича Погорельского и домохозяйки — Розалии Исаевны Погорельской.
Рано потеряв отца и едва закончив семилетку — был вынужден пойти работать на завод. В заводской многотиражке были опубликованы его первые стихи.
Затем служил в Советской Армии в десантной разведке, был отличником боевой и политической подготовки. 
После демобилизации Юрий Погорельский заочно заканчил Московский полиграфический институт по специальности «редактор массовой литературы» и был приглашен в аспирантуру. Но он выбрал творческий путь — писал фельетоны, монологи, цирковые репризы для великих клоунов Олега Попова, Карандаша; сценарии представлений и театральных постановок (в том числе для знаменитой «Радионяни»). Но главное место в его творчестве занимали песни.
Умер 5 февраля 2008 года.

## Интересный факт
Погорельский создал песню «Экипаж — одна семья», написанную в сотрудничестве с композитором В. В. Плешаком в 1973 году, ставшей одной из главных строевых песен Военно-морского флота СССР, а затем и Российской Федерации (впервые она была исполнена ВИА «Самоцветы»).